# Rudolf Moralt

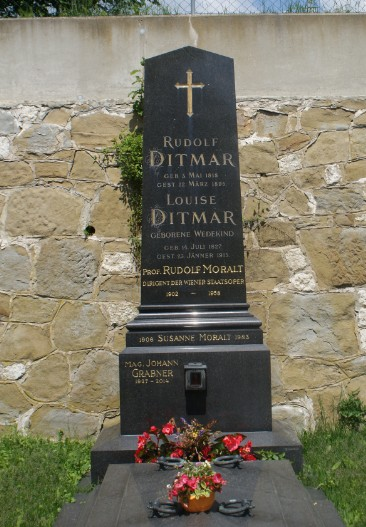
Grabstätte von Rudolf Moralt

Rudolf Moralt (* 26. Februar 1902 in München; † 16. Dezember 1958 in Wien) war ein deutscher Dirigent. Er wurde für seine Mozart-Interpretationen an der Wiener Staatsoper und bei den Salzburger Festspielen bekannt und gehörte zur Künstlerfamilie Moralt.

## Leben und Werk
Moralt war ein Neffe von Richard Strauss. Er studierte nach dem Abitur 1920 am Wilhelmsgymnasium München bei Walter Courvoisier und August Schmid-Lindner und wurde schon im Alter von 17 Jahren als Korrepetitor an die Bayerische Staatsoper in München engagiert, wo er bis 1923 unter Bruno Walter und Hans Knappertsbusch arbeitete.
Von 1923 bis 1928 war Moralt als Dirigent in Kaiserslautern verpflichtet, von 1932 bis 1934 war er musikalischer Leiter der Oper in Brno. Danach arbeitete er in Braunschweig und Graz. 1937 debütierte er an der Wiener Staatsoper, deren Chefdirigent er 1940 wurde und bis zu seinem Tod blieb.
Moralt wird als verlässlicher, sensibler und sympathischer Dirigent beschrieben, der für die hohe Qualität der Wiener Repertoirevorstellungen verantwortlich zeichnete. In den harten Kriegs- und Nachkriegsjahren kümmerte er sich unermüdlich um das Haus, das Orchester und die Sänger. Neben Josef Krips und Karl Böhm dirigierte er das berühmte Wiener Mozart-Ensemble der Nachkriegsjahre, konnte aber auch exemplarische Aufführungen von Wagner-, Strauss- und Pfitzner-Opern erarbeiten.
Bei den Salzburger Festspielen dirigierte er 1952 Die Zauberflöte und Le nozze di Figaro. Moralt gastierte auch in mehreren Städten Europas und Südamerikas. Zu seinen besten Schallplatten-Gesamtaufnahmen zählen der Ring des Nibelungen, ein hervorragender Don Giovanni und eine vielgelobte Salome. Besondere Aufmerksamkeit erfuhren auch eine Aufnahme von Die Entführung aus dem Serail mit Elisabeth Schwarzkopf als Konstanze (1945) sowie Ausschnitte aus Arabella mit Lisa della Casa in der Titelpartie (1953).
Er wurde am Heiligenstädter Friedhof (A-TO-1) in Wien bestattet.
Rudolf Moralt war von 1948 bis zu seiner Deckung 1951 Mitglied der Freimaurerloge Lessing Zu den 3 Ringen.